# Coronation Scot

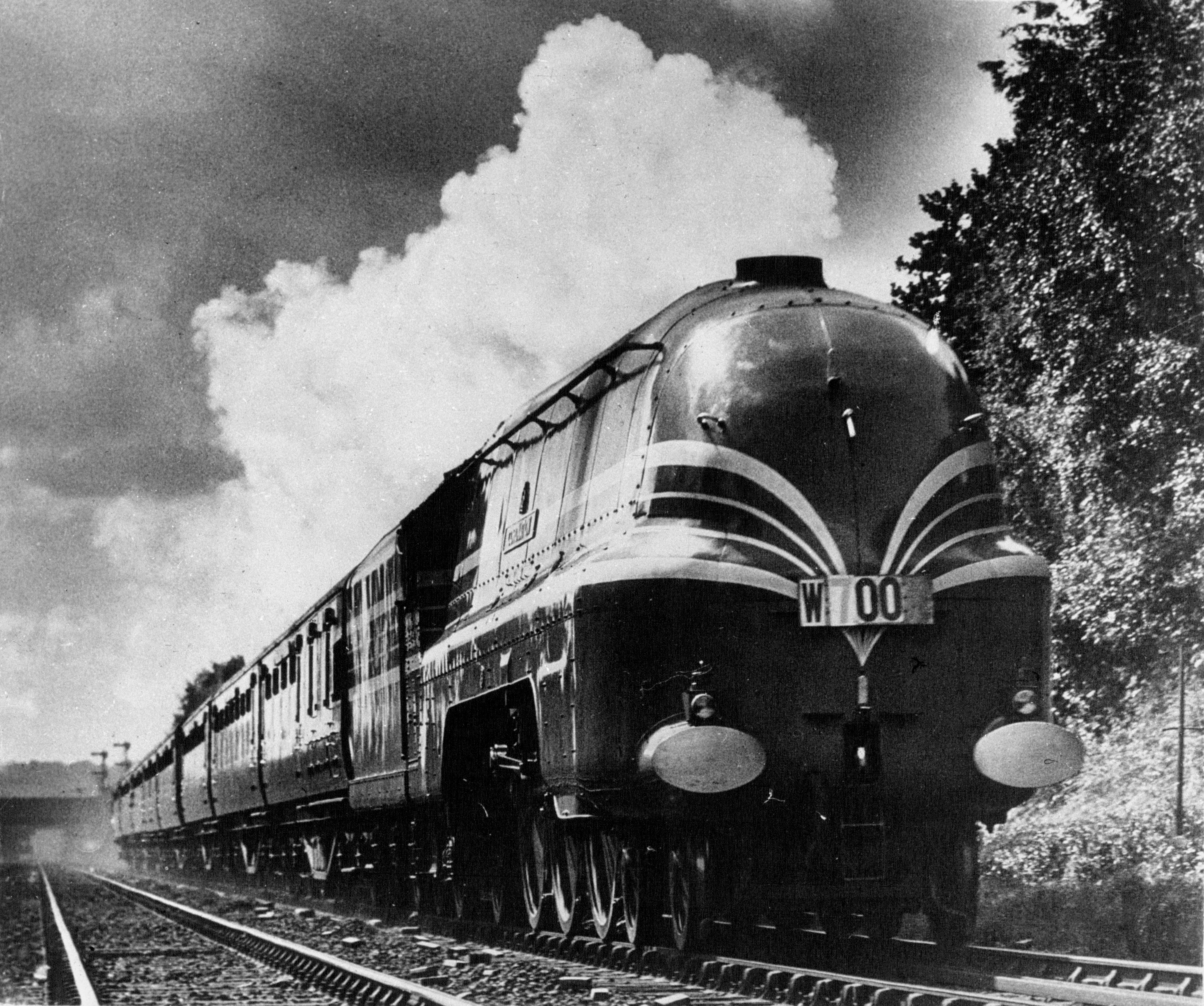
Экспресс Coronation Scot на маршруте Лондон — Глазго, 1937 год

Coronation Scot — фирменный пассажирский экспресс компании London, Midland and Scottish Railway (LMS), начавший движение в 1937 году. Получил название в честь коронации короля Георга VI и королевы Елизаветы. Работал на магистрали Западного побережья между Лондоном (вокзал Юстон) и Глазго (Центральный вокзал) до начала Второй мировой войны в 1939 году. Единственную остановку делал в Карлайле, где менялась паровозная бригада и производилась высадка пассажиров, следовавших от Лондона или обратно. Маршрут появился как конкурирующий с маршрутом из Лондона в Шотландию по магистрали Восточного побережья. Планировалось, что путешествие из Лондона в Глазго займет 6 часов 30 минут.

## Локомотивы и составы

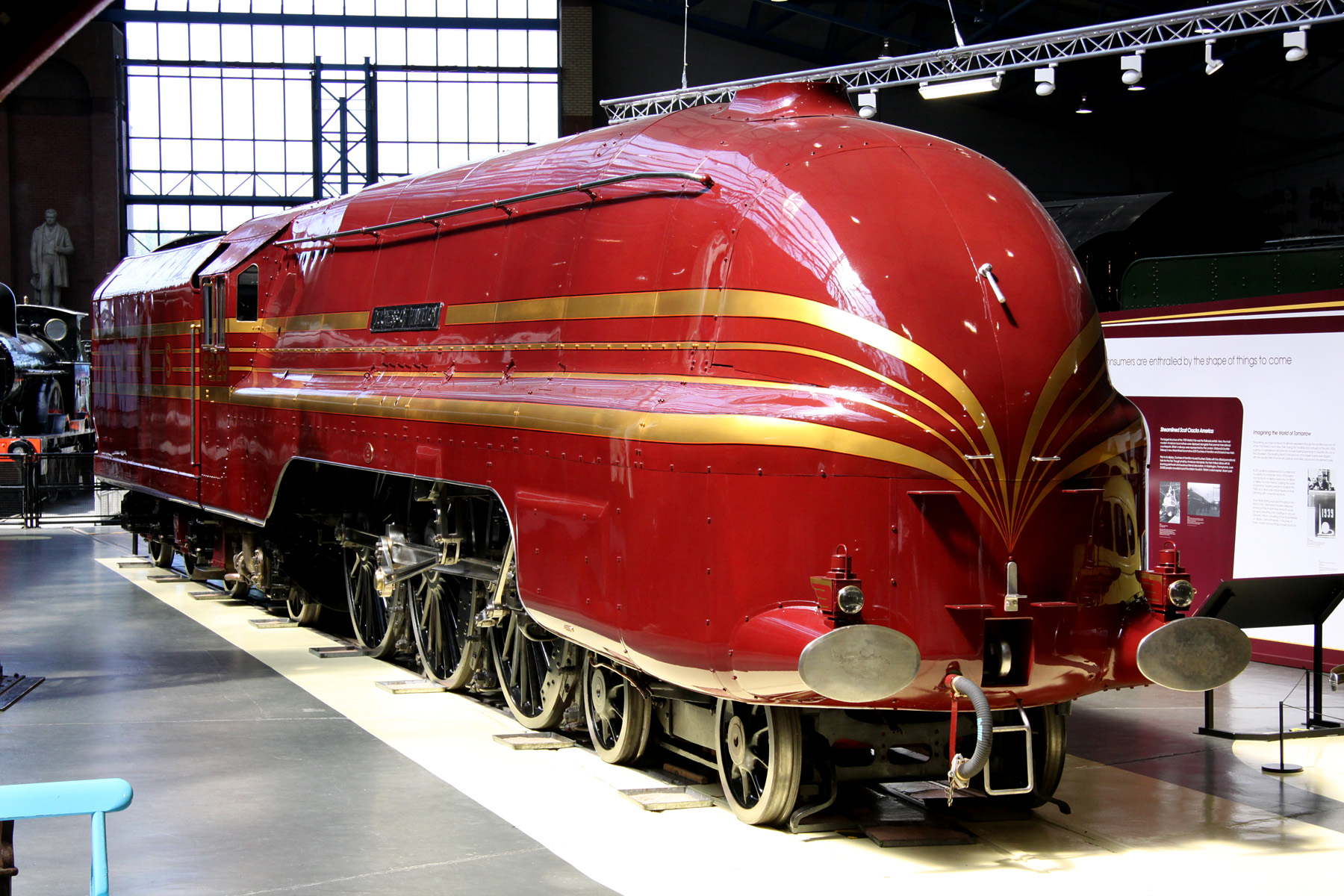
Обтекаемый паровоз серии Coronation, использовавшийся для обслуживания маршрута

Для поездов Coronation Scot были специально разработаны паровозы серии Coronation, имевшие обтекаемый кожух и являвшиеся одними из самых мощных паровых локомотивов, работавших на железных дорогах Великобритании. Во время подготовки к эксплуатации недавно построенный LMS Coronation Class 6220 Coronation достиг в июне 1937 года скорости 114 миль в час (183 км/ч) на линии возле станции Кру.
Для обслуживания маршрута из имевшихся в распоряжении железной дороги вагонов было сформировано три состава. Их окрасили в синий цвет, сходный с тем, что использовался ранее Каледонской железной дорогой (стандартным цветом для LMS был малиновый как у Мидлендской железной дороги). Первые пять паровозов серии Coronation также были окрашены в синий цвет с серебряными полосами. Следующие 15 получили малиновую окраску с золотыми полосами.
Поезда Coronation Scot осуществляли рейсы только по будням и в летние выходные. Два состава использовались на линиях, запасной состав хранился на заводе LMS Wolverton Works.

## Состав
В состав поезда первого классом в сторону Лондона входили:
- коридорный вагон первого класса с тормозом
- коридорный вагон первого класса
- открытый вагон-ресторан первого класса
- вагон-кухня
- открытый вагон третьего класса
- открытый вагон третьего класса
- вагон-кухня
- открытый вагон третьего класса
- коридорный вагон третьего класса с тормозом

Состав был сформирован по распоряжению вагонного управления LMS ERO 4522590-02. Фотографии свидетельствуют, что составы были собраны так, чтобы первый класс всегда находился в хвосте поезда. Иногда по понедельникам на маршрут выходили иные составы, после того как вагоны использовались в выходные для перевозок на других маршрутах.
Все пассажирские вагоны были оборудованы системой кондиционирования воздуха, регулируемой индивидуально для каждого пассажира.

## В культуре
Вивиан Эллис написал лёгкую оркестровую композицию, посвященную поезду. Она использовалась в радиопостановке BBC Radio Paul Temple.